# VBA Olimpia Sant'Antioco
La VBA Olimpia Sant'Antioco è una società di pallavolo maschile della cittadina di Sant'Antioco (provincia del Sud Sardegna) che milita nel campionato nazionale di Serie B.

## Storia

### Dalla fondazione ai campionati nazionali
Alla fine degli anni sessanta nasce per mano del pretore Tonino Polo il Gruppo Sportivo Olimpia Sant'Antioco, una polisportiva con l'intento di garantire ai tanti ragazzi del circondario spazi e istruttori per la pratica dello sport. Nacquero quindi tre sezioni: calcio, atletica leggera e pallavolo. Pur raggiungendo buoni risultati nell'atletica e allargando sempre più il bacino d'utenza nel calcio, venne fuori la grande vocazione pallavolistica della società.
Si parte dalla Terza divisione, ultima serie provinciale, per poi in una decina d'anni salire fino ai campionati nazionali grazie ad allenatori qualificati come Brunello Vacca e Angelo Gaviano.
Il primo salto in un campionato nazionale è datato 1979-1980 con la promozione in serie C, allora ancora campionato nazionale, con una squadra giovanissima allenata da Ciro Tramonte. La promozione e il successivo campionato in serie C coincidono con l'inaugurazione del primo Palazzetto dello sport a S.Antioco, oggi intitolato alla giovane promessa Giacomo Cabras, scomparsa prematuramente negli anni novanta.

### L'approdo in Serie B
Nel 1983-84 c'è il primo tentativo di promozione in serie B: nello spareggio promozione i biancoblu guidati dal cagliaritano Chicco Moroni vengono sconfitti alla "bella" dalla forte Scavolini Pesaro, che schierava in campo il nazionale bulgaro Emil Trenev, oggi allenatore. La squadra era formata da un blocco di giocatori locali (l'attuale allenatore Giuseppe Lai ma anche Longu, Pinna, Serra e Sabbatino) e da un altro blocco proveniente dalle squadre cagliaritane (Del Pin, Melis, Sanjust, Cadelano e Boy). La stagione successiva, il presidente Nino Locci, scottato ancora dalla mancata promozione, rivoluziona la squadra: via i cagliaritani e spazio ai giocatori storici dell'Olimpia, coadiuvati da giocatori tutti del luogo, a cominciare dall'allenatore dove arriva Angelo Mocci. La rosa infatti era formata da antiochensi ad eccezione di Esposito e Manca rispettivamente di Carbonia e Gonnesa.
Dopo un anno trascorso nelle zone alte della classifica, nella stagione 1985-86 l'Olimpia Sant'Antioco approda per la prima volta in serie B.

### La prima squadra sarda in serie A2
Nel primo anno di B l'Olimpia fatica: la salvezza arriva soltanto all'ultima giornata battendo 3-1 la Pallavolo Massa. Quell'anno però avviene la scissione in due serie del secondo livello del campionato nazionale: nascono così B1 e B2. L'Olimpia acquisisce il diritto a disputare la B1 piazzandosi fra le prime tre. Per rinforzare i ranghi si alternano nelle diverse stagioni giocatori di livello nazionale, che prima l'Olimpia non poteva permettersi, tra questi c'è anche l'universale californiano Willy Wilson, primo straniero della storia della società.
Dopo diversi campionati disputati al vertice della classifica arriva la stagione 1989-90, che segnerà la storia della pallavolo sarda: per la prima volta una compagine isolana entra nel gotha del volley nazionale.
La promozione arriva dopo un testa a testa durato sette mesi con la Sestese Volley e la 4Torri Ferrara Volley. Proprio contro i ferraresi il 28 aprile 1990 arriva al Palazzetto antiochense il 3-1 casalingo che significa serie A2.

### L'ultimo gradino: la Serie A

La Banca di Sassari F.O.S. Sant'Antioco vincitrice del campionato di Serie A2 1993-1994

La squadra promossa è guidata in panchina dal piacentino Carlo Baldini, che conta tutto sommato ancora nel gruppo storico antiochense. È infatti una squadra un po' debole per la categoria ma la retrocessione è evitata con un quintultimo posto. Da segnalare che con l'arrivo in Serie A2, la società è costretta a trasferirsi nel più capiente PalaRockefeller di Cagliari.
Per il campionato successivo (1991-92) il presidente, l'avvocato Antonello Aste, rinforza la squadra facendo un mercato dai nomi altisonanti: arrivano il palleggiatore argentino Juan Manuel De Palma, lo statunitense Jon Root, Stefano Pellegrini e il ceco Petr Siala. Dopo poche partite Carlo Baldini viene esonerato per manifesta incompatibilità con la squadra, arriva Radamés Lattari. Lattari trasforma un gruppo e lo fa salire dall'ultimo posto al settimo.
La stagione successiva si compie un ulteriore sforzo economico facendo arrivare in laguna lo svedese Peter Tholse .Si continua a migliorare e Sant'Antioco arriva addirittura al quinto posto, garantendosi così la partecipazione all'Italian Open un torneo voluto dalla Lega Pallavolo Serie A come riempitivo della stagione estiva: i biancoblu arriveranno alle semifinali.
Nel 1993-94 viene rivoluzionata la squadra: partono Tholse, Root, Pellegrini e Gambardella, arrivano il secondo palleggiatore Valdemaro Gustinelli, il centrale Giorgio Baldi, lo schiacciatore Esteban de Palma (fratello di Juan Manuel) ma soprattutto lo schiacciatore polacco Krzystof Stelmach e l'opposto spagnolo Rafael Pascual. La squadra è nettamente più forte delle avversarie, e con 25 partite vinte e solo 5 perse la Banca di Sassari F.O.S. Sant'Antioco vince il campionato ed è promossa in Serie A1 per la prima volta nella sua storia: nessuna squadra pallavolistica sarda c'era mai riuscita.
L'avventura in A1 dura però un solo anno, e non certo con i migliori risultati. L'Olimpia termina la favola all'ultimo posto in classifica con solo due vittorie all'attivo: un 3-2 alla Fochi Bologna e un 3-0 con Gioia del Colle.

### Il declino e il ritorno in B
L'anno successivo sono in tanti a partire: Lattari torna in Brasile dove si alternerà alla guida delle varie nazionali e al suo posto arriva Luigi Ferlito, mentre Rafa Pascual saluta e va a Cuneo. Vengono promossi nella rosa i giovani Jerry Rinoldo, Serafini e Biggio provenienti dalle giovanili. Arrivano anche l'italo-argentino Mauricio Montaruli e Maurizio Lopis. Ferlito non inizia bene, tutt'altro. Viene sostituito da Javier Kantor tecnico delle giovanili alla Maxicono Parma,ma non basta e quartultimo posto significa retrocessione.
Due retrocessioni significano crisi e fallimento. Tutto ciò però viene evitato grazie anche alla passione pallavolistica della cittadina lagunare e allora si fa l'ennesimo sforzo: si acquistano i diritti della Pallavolo Torino e a settembre 1996 l'Olimpia è nuovamente in A2.
Ennesima campagna acquisti rivoluzionaria: arrivano il palleggiatore italo-brasiliano Alexandre Della Nina, l'opposto russo Yaremenko e gli italiani Claudio Nardi e Massimiliano Russo ma soprattutto il giovane Luigi Mastrangelo, futura stella della nazionale. Si disputa un ottimo campionato, il sesto posto è un piazzamento di tutto rispetto viste le vicende estive e Mastrangelo si rivela uno dei più forti centrali del campionato, tant'è che Cuneo non rinnova il prestito e lo riporta immediatamente alla base.
Nel 1997-98 la società svolge un mercato disastroso, buttando via tutto quello che di buono si stava rifondando nell'annata precedente. Via Mastrangelo, Nardi e Russo, al loro posto Tomalino e lo spagnolo Garrido, che non ripete le gesta di Pascual negli anni d'oro. Kantor viene esonerato a metà stagione, il tandem traghettatore Mocci-Della Pia non funziona e questa volta sì, è retrocessione in Serie B.

### La fusione con la VBA Carbonia
La retrocessione del 1998 era dovuta anche a grossi problemi finanziari. Si effettua perciò una fusione con la VBA di Carbonia: nasce la VBA Olimpia Sant'Antioco.
L'annata non è delle migliori, la squadra è fatta all'ultimo minuto con giocatori non adatti alla categoria, soprattutto locali, tra cui spicca il giovane talento Giacomo Cabras. La squadra termina al quart'ultimo posto in classifica a un solo punto dalla salvezza, ed è retrocessione, l'ennesima.
Arriva l'ennesimo acquisto dei diritti sportivi e quindi è ancora B1 per S.Antioco. Tra tante fatiche e un cambio di allenatore la VBA si salva di un punto mantenendo la categoria. Si entra nel XXI secolo e questa volta, grazie a qualche innesto, come Marco Tiddia in regia, il campionato porta alla salvezza.

### Il presente
Dal 2001 incomincia l'era Giuseppe Lai: la bandiera antiochense si ritira dalla pallavolo giocata e si siede nella panchina della "sua" squadra, rimanendoci tuttora.
In quella prima annata in rosa era presente anche Giacomo Cabras: purtroppo per il talento biancoblu non c'è stata la possibilità di iniziare neppure la preparazione in quanto una seria polmonite lo blocca. È un calvario che dura tutto un autunno e alla fine il 19 novembre Cabras muore lasciando un grande vuoto nella società sulcitana. Anche in suo onore, la squadra disputa un meraviglioso campionato terminando al quarto posto.
Nelle successive stagioni si lotterà per la salvezza, riuscendoci sempre. Nella stagione 2010-2011 l'Olimpia è andata vicinissima ai play-off, terminando al quarto posto mettendosi dietro appunto la decaduta Cagliari e la Pallavolo Olbia, ritornando quindi ad essere la prima squadra sarda. Negli anni successivi però la società si ridimensiona e lotta solo per mantenere la categoria, fallendo però nel 2019 e retrocedendo per la prima volta nel Terzo millennio in Serie C regionale. Nella stagione 2020/2021 viene ripescata, dopo la rinuncia della Stella Azzurra di Sestu nel campionato nazionale di Serie B.
Nel 2022 dopo due anni stabili in Serie B la squadra retrocede in Serie C regionale.
Alla guida torna dopo tanti anni Giuseppe Lai, storico capitano della società, in coppia con Mario Della Pia, come secondo allenatore. Dopo tanti anni di stop, nella stagione 2022/2023 l'Olimpia torna ad avere tre categorie giovanili (Under19/15/13 3x3 Maschile) e ad avere una categoria S3, l'ex Minivolley.

## Impianti di gioco
Dal primo anno di fondazione, fino all'arrivo in serie A2 la squadra non si è mossa da Sant'Antioco, prima disputando le proprie partite al campo (esterno e in cemento) delle Scuole Medie Mannai in via Salvo D'Acquisto, poi una volta costruito nel Palazzetto dello Sport Comunale situato nel lungomare. Ottenuta la promozione in serie A2, l'impianto non aveva la capienza omologata. La squadra biancoblù si è quindi dovuta trasferire nel PalaRockefeller di Cagliari, in attesa della costruzione di un nuovo PalaSport in laguna, cosa poi mai avvenuta.
Con la retrocessione in serie B si è ritornati "a casa" al Palazzetto Comunale, che, dopo tante petizioni e richieste del movimento pallavolistico sardo, è stato intitolato al giovane ragazzo della VBA Giacomo Cabras.

## Colori e simboli

### Lo stemma societario
Lo stemma attuale è formato da un testo in maiuscolo con carattere rosso recitante la scritta "OLIMPIA", bordata da due linee anch'esse rosse e sovrastata in alto a sinistra dai caratteri "VBA" e in basso "SANT'ANTIOCO". Questo logo è un'evoluzione del precedente, molto simile ma completamente azzurro e con in cima due giocatori stilizzati in azione.
In passato sono apparsi anche altri stemmi: si ricorda uno scudo campeggiante due giocatori stilizzati e una cartina della Sardegna e anche un parallelepipedo diviso lungo la diagonale con una parte in azzurro recante la scritta "G.S. OLIMPIA" e una parte in bianco con un giocatore in azione di attacco e la scritta "PALLAVOLO SANT'ANTIOCO".

### La maglia
La maglia è sempre stata azzurra con dettagli bianchi più o meno vistosi, con qualche rara eccezione alcuni anni di una maglia blu scuro.